# Acanthophysium
Acanthophysium là một chi nấm trong họ Stereaceae. Chi này phân bố rộng rãi gồm 20 loài, được nhà nấm học người New Zealand Gordon Herriot Cunningham phát hiện năm 1963.

## Các loài
- Acanthophysium apricans
- Acanthophysium bertii
- Acanthophysium bisporum
- Acanthophysium buxicola
- Acanthophysium tsugae